# Andreea Aanei
Andreea Aanei (ur. 18 listopada 1993 roku w Botoszanach) – rumuńska sztangistka, uczestniczka igrzysk olimpijskich w Rio de Janeiro. 

## Igrzyska olimpijskie
Wzięła udział w wadze do 75 kg podczas igrzysk olimpijskich w 2016 roku. W rwaniu uzyskała rezultat 120 kg, zaś w podrzucie 145 kg. W końcowym rozrachunku ukończyła rywalizację z wynikiem 265 kg plasującym ją na 8. miejscu tabeli. 